# Kaspar von Carnap (Politiker, 1755)

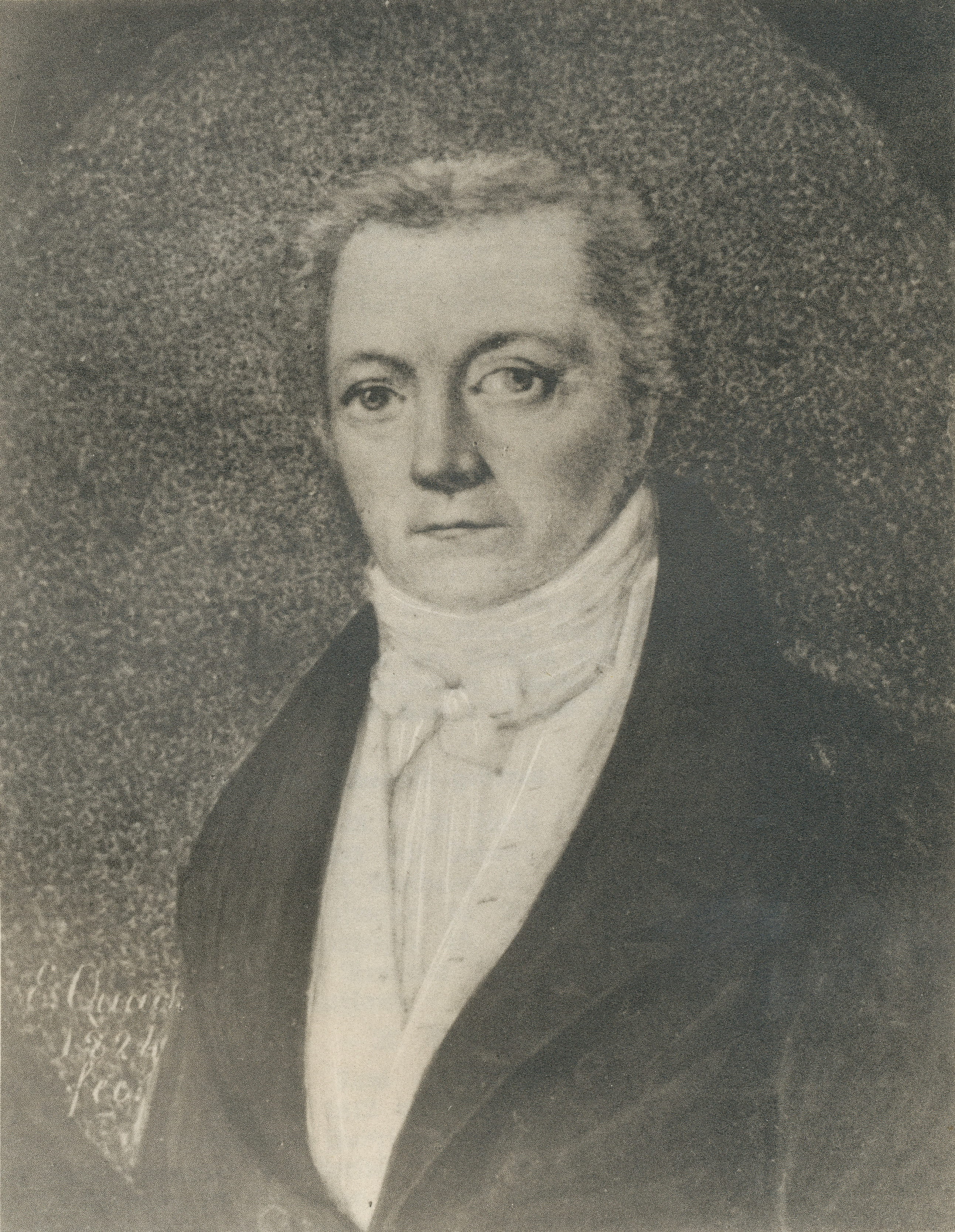
Kaspar von Carnap

Kaspar von Carnap (* 17. Mai 1755 in Elberfeld; † 23. November 1823 ebenda) war ein deutscher Politiker und Bürgermeister von Elberfeld.
Carnap wurde als Sohn des Elberfelder Kaufmanns Peter von Carnap (1716–1758) und seiner Frau Johanna Maria Meyer (1724–1788) geboren. Sein Bruder war der zweifache Bürgermeister Peter Wilhelm von Carnap. Er selbst wurde zunächst ebenfalls Kaufmann. In den Jahren 1785, 1790 und 1792 war Carnap Gemeinsmann. In 1788 und 1793 war er Ratsverwandter. Zum Bürgermeister wurde er in den Jahren 1789 und 1792 vorgeschlagen. Bei der Wahl 1794 wurde er schließlich zum Bürgermeister von Elberfeld gewählt. Im Jahr darauf wurde er für ein Jahr Stadtrichter. Von 1796 bis 1800 und nochmal 1802 war er erneut Ratsverwandter.
Carnap heiratete 1784 Katharina Elisabeth von Carnap (1764–1831), mit der er sechs Kinder hatte.